# La Senza
La Senza es una compañía canadiense que diseña lencería y otros productos de belleza femenina.

## Historia
Tiene su sede en Dorval, Quebec, Canadá y se fundó en 1990. Es propiedad de Limited Brands. 
Algunas supermodelos que trabajaron para La Senza: Lauren Gold, Petra Němcová, Isabeli Fontana, Bianca Balti, Yamila Díaz, Doutzen Kroes, Daniela Pestova, Sophie Anderton, Rebecca Romijn, Caroline Winberg, Emma Heming, y Niclyn Rendall. Otros modelos son Sarah Harding, Hollyoaks actriz, Gemma Atkinson y la esposa de Gary Lineker, Danielle Bux.